# Scrooby
Scrooby  est un village du district de Bassetlaw dans le Nottinghamshire, en Angleterre connu pour avoir accueilli des puritains anglais.

## Personnalités liées
- William Brewster (1566-1644), prédicateur américain y est né.